# Shire of Broomehill-Tambellup
Shire of Broomehill-Tambellup är en kommun i Western Australia, Australien. Kommunen, som är belägen 310 kilometer sydsydost om Perth, i regionen Great Southern, har en yta på 2 609 kvadratkilometer, och en folkmängd på 1 139 enligt 2011 års folkräkning. Huvudort är Tambellup. 
Det bildades den 1 juli 2008 genom en sammanslagning av de Broomehill Shire och Tambellup Shire, och höll sitt första val den 18 oktober 2008.